# Cinebaix
El Cinebaix és un cinema de Sant Feliu de Llobregat inaugurat el 4 de novembre del 2005 i gestionat per l'associació CineBaix. El cinema va néixer després d'una mobilització ciutadana per recuperar l'històric cinema Guinart, el cinema de referència de la ciutat durant quaranta anys. Duu a terme una Mostra de cinema anualment.